# Shiyali Ramamrita Ranganathan
Shiyali Ramamrita Ranganathan (9 de agosto de 1892, Sirkali, Tamil Nadu - 27 de setembro de 1972, Bangalore, Índia) foi um matemático e bibliotecário da Índia, considerado o pai da biblioteconomia no país.

## Vida
Em 1913 conseguiu seu primeiro bacharelado graduando-se em Matemática na Universidade de Madras, alcançando seu primeiro título universitário em 1916. Tornou-se, então, professor de matemática, exercendo essa atividade por sete anos em três universidades de Madras. Ranganathan era um homem extremamente politizado como profissional, lutava pela melhoria de condições de trabalho, e como professor preocupava-se com o ensino e a pesquisa em seu país.
Visando ter uma melhoria na biblioteca da Universidade de Madras, iniciou uma campanha. Em 1924 surge um cargo de bibliotecário nesta mesma Universidade, um dos requisitos do cargo era de que o novo bibliotecário deveria estudar Biblioteconomia na Grã-Bretanha, e de lá ele ingressou na Escola de Biblioteconomia na College University em Londres, para aprimoramentos e especialização no curso.
Em Londres um de seus professores, W. C. Berwick Sayers, dizia que a Biblioteconomia é uma área que possui uma peculiaridade, a da criação; o que aprendemos na universidade e nos livros são somente os princípios. Ele viu em Ranganathan uma forte personalidade e passou a orientar seus estudos. Sendo assim, o aconselha a entrar em contato com o maior número de profissionais possíveis e a visitar o máximo de bibliotecas que ele conseguisse. E assim fez Ranganathan, visitou mais de cem tipos de bibliotecas, cada uma diferente da outra.
Voltando para a Índia foi professor de Biblioteconomia por aproximadamente 40 anos. No ano de 1928 Idealizou as cinco leis da Biblioteconomia (five laws of library science), e em Novembro deste mesmo ano casou-se com Sarana com quem teve apenas um único filho, a cerimônia foi simples.
No dia 27 de Setembro de 1972 às 21h25 (horário oficial da Índia), após uma breve enfermidade, morre Ranganathan na sua residência em Bangalire.

## Biblioteconomia
Ranganathan deu três importantes contribuições para a Biblioteconomia: a primeira consistiu em introduzir três níveis distintos em que trabalham os classificacionistas (que elaboram sistemas de classificação) e os classificadores, o plano da ideia (nível das ideias, conceitos), o plano verbal (nível do léxico, da expressão verbal dos conceitos) e o plano notacional ou formal (nível de fixação dos conceitos em formas abstratas). A segunda contribuição refere-se à sua abordagem analítico-sintética para a identificação dos assuntos (que antes dele era essencialmente dedutiva, mas não indutiva). A terceira contribuição foi o estabelecimento de dezoito princípios que podem ser considerados como um instrumento para avaliação de sistemas de classificação.

## Artigos
Ranganathan publicou muitos artigos (a maioria sobre a história da Matemática) e mais de 50 livros, dentre eles 9 obras se destacam:
1. Five Laws of Library Science (1931);
2. Colon Classification (1933);
3. Classified Catalogue Code (1934);
4. Prolegomena to Library Classification (1937);
5. Theory of the Library Catalogue (1938);
6. Elements of Library Classification (1945);
7. Classification and International Documentation (1948);
8. Classification and Communication (1951);
9. Headings and Canons (1955).